# Chaj-lar-che
Chaj-lar-che (čínsky znaky 海拉尔河) je řeka v ČLR (Vnitřní Mongolsko). Je 555 km dlouhá. Povodí má rozlohu 53 000 km².

## Průběh toku
Pramení v pohoří Velký Chingan. Na středním a dolním toku protéká pahorkatinou Barga. V údolí leží město Chaj-lar. Od místa, kde přitéká na hranice s Ruskem se nazývá Arguň, jehož je horním tokem.